# Normsee
Der Normsee ist ein kleiner See auf der Fildes-Halbinsel von King George Island, der größten der Südlichen Shetlandinseln. 
Er liegt am Fuß der Davies Heights (auf der deutschen Karte von 1984 als „Zentralberge“ beschriftet), zwischen dem Slalom Lake und der russischen Bellingshausen-Station im Westen sowie dem Profound Lake („Tiefer See“ auf der Karte) und der uruguayischen Base Artigas im Osten (Ende 1984 errichtet, auf der Karte ist dort noch der frühere Standort der chilenischen Schutzhütte Refugio Collins eingezeichnet) und entwässert über den Normbach nach Osten zur Norma Cove („Normbucht“ auf der Karte).
Im Rahmen zweier deutscher Expeditionen zur Fildes-Halbinsel in den Jahren 1981/82 und 1983/84 unter der Leitung von Dietrich Barsch (Geographisches Institut der Universität Heidelberg) und Gerhard Stäblein (Geomorphologisches Laboratorium der Freien Universität Berlin) wurden See und Bach zusammen mit zahlreichen weiteren bis dahin unbenannten geographischen Objekten der Fildes-Halbinsel neu benannt – in Anlehnung an den russischen Namen der Bucht, бухта Норма (buchta Norma), der sich als „Normbucht“ ins Deutsche übersetzen lässt – und dem Wissenschaftlichen Ausschuss für Antarktisforschung (Scientific Committee on Antarctic Research, SCAR) gemeldet.